# Hiéroglyphe égyptien A32
Le hiéroglyphe égyptien A32 (homme dansant), est classifié dans la section A « L'Homme et ses occupations » de la liste de Gardiner ; il y est noté A32.

## Représentation
Il représente un homme dansant, debout sur la jambe gauche repliant derrière cette dernière la jambe droite, bras gauche en équerre vers l'arrière et main droite sur le cœur.

## Utilisation
C'est un déterminatif des termes liés à l'action de danser et au champ lexical de la danse ainsi que, par découlement, de la joie.  

## Exemples de mots
| i | G23 | q | A32 |

| i | G23 | q | A32 |

| h | i | i | h · n | nw | w | A32 |

| h | i | i | h · n | nw | w | A32 |

| i | h | b | A32 |

| i | h | b | A32 |